# Ненасильственное общение
Ненасильственное общение (ННО) — это подход к межличностной коммуникации и разрешению конфликтов, разработанный доктором Маршаллом Розенбергом в 1960—70-х годах. Основная цель ННО — создать качественные отношения на основе взаимопонимания и сотрудничества.
Вместо традиционного общения, которое может включать обвинения, угрозы или манипуляции, ННО предлагает инструменты для открытой и искренней коммуникации. Идея ННО заключается в том, что когда между участниками беседы возникает взаимопонимание, гораздо легче совместно найти решение, которое удовлетворяет потребности всех сторон.
Основа ненасильственного общения — это четырехкомпонентный процесс: наблюдение (без оценки), чувства, потребности и просьбы. ННО применяется в разных контекстах: для нахождения взаимопонимания в семье, в дружеских отношениях, на рабочем месте, бизнесе и даже в разрешениях конфликтов между государствами.

## История
Согласно Марион Литтл (2008 год), корни модели ННО были заложены в конце 1960-х, когда Розенберг работал над расовой интеграцией в школах и организациях южных штатов США. Самая ранняя версия модели (наблюдения, чувства, потребности и ориентированные на действие желания) была частью учебного пособия, которое Розенберг подготовил в 1972 году.
Модель ННО, в существенной степени, имеет отношение к идеям, разработанным Карлом Роджерсом в его клиент-центрированной терапии. Так же Розенберг находился под влиянием Эриха Фромма, Джорджа Алби и Джорджа Миллера в выборе направленности своей работы на сообщество, отходя от клинической психологической практики. Основные идеи, которые повлияли на это изменение направления Розенбергом: (1) индивидуальное психическое здоровье зависит от социальной структуры сообщества (Фромм), (2) терапевты в одиночку не могут удовлетворить психологические потребности сообщества (Алби), и (3) знания о человеческом поведении увеличатся, если психология будет свободно предоставлена сообществу (Миллер).
Ранняя работа Розенберга с детьми с нарушениями способности к обучению показывает его интерес к психолингвистике и силе языка, а также акцент на сотрудничестве. На первых порах разработки модель ННО трансформировала отношения ученик-учитель, предоставляя студентам больше ответственности за их собственное обучение. Модель развивалась на протяжении лет, включая в себя институциональные отношения (например, полицейский-гражданин, босс-сотрудник) и неформальные (например, мужчина-женщина, богатый-бедный, взрослый-молодежь, родитель-ребенок). Конечная цель заключается в развитии общественных отношений на основе партнерской парадигмы и взаимного уважения, а не карательной, основанной на страхе парадигме доминирования.
Чтобы показать различия между стилями общения, Розенберг начал использовать образы двух животных. «Насильственное» общение представлялось хищным Шакалом, как символом агрессии и, особенно, доминирования. Травоядный Жираф, с другой стороны, представлял его стратегию ННО. Жирафа выбрали в качестве символа ненасильственного общения, потому что его длинная шея предполагает, что говорящий видит и осознает реакции своих собеседников. А его, самое большое среди млекопитающих, сердце помогает сочувствию и эмпатии. На своих курсах Розенберг часто использовал этих животных, чтобы продемонстрировать аудитории разницу в стилях общения.
Модель ННО приняла свою нынешнюю форму (наблюдения, чувства, потребности и просьбы) к 1992 году. Начиная с конца 2000-х, больший акцент делается на самоэмпатии, как ключе к эффективности модели. Еще одно изменение акцента с 2000 года — это ссылка на модель как на процесс. Таким образом, акцент смещается с «шагов» на намерения практикующего в разговоре («Это намерение заставить других делать то, что вы хотите, — или создавать более значимые отношения и взаимное удовлетворение?») и качество связи, которое он переживает с другими.

## Компоненты
Практика ненасильственного общения включает четыре компонента:
- Наблюдение: Это факты (то, что мы видим, слышим или касаемся), отличные от нашей оценки или интерпретации. Важно отличать одно от другого. Говорится, что «Когда мы объединяем наблюдение с оценкой, другие могут воспринимать это как критику и сопротивляться тому, что мы говорим».[1] Вместо этого рекомендуется фокусироваться на конкретных наблюдениях. Для отделения наблюдения от интерпретации можно использовать метафору видеокамеры: «Что могла бы увидеть камера?».

- Чувства: Это эмоции или ощущения. Чувства следует отличать от мыслей. Например, фраза «Я чувствую, что ты меня игнорируешь» не является чувством, это скорее интерпретация, мысль или «ощущение». Также эмоции стоит отличать от слов, которые часто используются, как чувства, но которые, по своей сути, являются мыслями. Например, фраза «Я чувствую себя неудачником» является не чувством, а мыслью или интерпретацией. Чувства сигнализируют нам о том, удовлетворены наши потребности или нет. Чувства — сигналы от жизни. Пример корректного высказывания: "Когда происходит *событие*, я испытываю *конкретная эмоция*".

- Потребности: Это универсальные человеческие потребности, в отличие от конкретных стратегий для удовлетворения потребностей. Предполагается, что все, что мы делаем, мы делаем для удовлетворения наших потребностей. Маршалл Розенберг ссылается на модель Макса-Нефа, где потребности могут быть классифицированы на 9 классов: поддержка, безопасность, любовь, понимание/сопереживание, творчество, отдых, чувство принадлежности, автономия и смысл. Для получения дополнительной информации Центр ненасильственной коммуникации разработал инвентарь потребностей.[5]

- Просьбы: Просьбы отличаются от требований тем, что они открыты для принятия ответа «нет», без попытки насильственно добиться своего. Если вы озвучиваете вашу просьбу другому человеку и получаете в ответ «нет», то ННО предлагает не сдаваться, а проявить эмпатию к тому, что мешает другому человеку сказать «да», перед тем как решить, как продолжить разговор. Рекомендуется, формулировать просьбы так, чтобы они имели четкий, позитивный, конкретный язык действий. Можно, например, проверять просьбы на соответствие критериям SMART.

## Режимы
Существуют три основных режима применения ННО:
- Самоэмпатия — сострадательный контакт с тем, что происходит внутри нас. Самоэмпатия может включать в себя без оценочное замечание наших мыслей и суждений, наших эмоций, телесных ощущений и, наиболее важно, соединение с нашими потребностями.

- Эмпатическое слушание — это слушание, при котором мы можем понять, что в данный момент испытывает собеседник. Особенностью эмпатического слушания является то, что мы акцентируем внимание на чувствах, а не на содержании беседы. И отреагировать мы должны соответственно не на слова, а на эмоции. В независимости от того, как другой человек выражает себя, ННО предлагает фокусироваться на том, что он чувствует (эмоции), в чем он нуждается (потребности) и о чем он просит (просьбы).

- Искреннее самовыражение включает в себя выражение наблюдения, чувств, потребностей и просьбы. Наблюдение может быть опущено, если контекст разговора ясен. Чувства могут быть пропущены, если уже есть достаточный контакт, или контекст таков, что называние чувств вряд ли поспособствует контакту. Говорится, что формулирование потребностей в дополнение к чувствам, с меньшей вероятностью приведёт к тому, что люди подумают, что вы перекладываете на них ответственность за ваши чувства. Точно так же, проговаривание просьбы в дополнение к названию потребностей, вероятнее поспособствует тому, что человек правильно поймет, как их удовлетворить.

## Исследования
Систематический обзор на 2013 год включает 13 научных исследований. Два из этих исследований были опубликованы в рецензируемых журналах. Одиннадцать из них отмечали увеличение эмпатии после применения ННО (пять из них с доказательствами статистической значимости), и два не дали таких результатов. На 2017 год известно, что пятнадцать магистерских диссертаций и докторских диссертаций проверили модель на выборках из 108 человек или меньше и, как правило, находили модель эффективной.
Хотя ННО широко применяется в клинических и повседневных контекстах, и ограниченные исследования показывают, что техника эффективна в разрешении конфликтов и увеличении эмпатии, психологи, как правило, не считают ее имеющей такое же весомое значение для процесса психотерапии, как научно обоснованные методики, такие как когнитивно-поведенческая терапия. Это связано с низким количеством академических исследований метода.
Коннор и Уэнтворт (2012) изучили влияние 6-месячного тренинга и коучинга по ННО на 23 руководителях корпорации Fortune 100. Были отмечены различные преимущества, включая более эффективные разговоры и встречи, где решение проблем происходило на 50-80 % быстрее.
Исследование 2014 года исследовало эффект комбинированного тренинга по ННО и осознанности на 885 мужских заключенных в Monroe Correctional Complex в Монро, штат Вашингтон. Было установлено, что тренинг снизил рецидив с 37 % до 21 %, и тренинг сэкономил штату 5 миллионов долларов в год на содержании заключенных. Было установлено, что тренинг ННО улучшает уравновешенность, снижает гнев и развивает способности брать ответственность за свои чувства, выражать эмпатию и выдвигать запросы, не налагая требований.

## Критика
Некоторые исследователи отмечают, что для освоения и использования ННО в реальной жизни нужно много часов практики.
Другим препятствием считается то, что некоторое люди могут использовать ННО лишь по форме, но не по своей сути. Так, например, Чапман Флэк выделяет различие между «сильным смыслом» Ненасильственного общения, как добродетелью, рождающейся с заботой и вниманием, и «слабым смыслом», подражанием этому, рожденным из эго и спешки. Сильный смысл предполагает использование языка ННО для анализа своего мышления и действий, поддерживает понимание, приносит лучшее в сообщество и уважает свои эмоции. В слабом смысле можно воспринимать язык ННО, как правила и использовать его для набирания очков в дискуссиях, маркирования других ради собственной выгоды или настаивания, чтобы другие выражали себя таким образом.
Так же, Чапман Флэк, рецензируя обучающее видео Розенберга, находит представление ключевых идей очаровательным, отмечает красоту его работы и ловкость его внимательной мысли при взаимодействии с аудиторией. Тем не менее Флэк задается вопросом, что делать с некоторыми аспектами презентации Розенберга, такими как его явное «негативное отношение к мышлению». Некоторые элементы из сказанного Розенбергом, по мнению Флэка, кажутся поверхностными ответами, не согласующимися со сложным образом человеческой природы, истории, литературы и искусства.
Эллен Горсевски, оценивая книгу Розенберга «Ненасильственное общение: Язык сострадания» (1999) в контексте геополитической риторики, утверждает, что «относительная сила индивида сильно завышена, в то время как ключевой вопрос структурного насилия практически полностью игнорируется».
Хотя некоторые исследования указывают на высокую эффективность, общая академическая исследовательская работа по ННО ограничена. С точки зрения обоснованности научных данных, она не имеет такого же статуса, как например, когнитивно-поведенческая терапия. Приверженцы теории, как правило, полагаются на практический опыт для подтверждения ее эффективности.

## Сферы применения
ННО применяется в организационных и деловых средах, родительстве, образовании, медиации, психотерапии, здравоохранении, в сфере правосудия, как основа для детской литературы и в целом может применяться в любой сфере, где есть вербальное взаимодействие людей между собой.
Розенберг рассказывал о том, как он использовал ННО в программах мира в зонах конфликта, включая Руанду, Бурунди, Нигерию, Малайзию, Индонезию, Шри-Ланку, Колумбию, Сербию, Хорватию, Ирландию и Ближний Восток.